# Жабокрът
Жабокрът е село в Западна България. То се намира в община Кюстендил, област Кюстендил.

## География
Село Жабокрът се намира в Кюстендилската котловина, източно от гр. Кюстендил, на левия бряг на река Новоселска, близо до вливането ѝ в река Струма.
Климат: умерен, преходно-континентален, със средиземноморско влияние по течението на р. Струма.
През годините селото принадлежи към следните административно-териториални единици: Община Слокощица (1949 – 1955), община Багренци (1955 – 1958), община Коняво (1958 – 1978), община Кюстендил (от 1978 г.). 

## Население
| Година    | 1880 | 1900 | 1920 | 1926 | 1934 | 1946 | 1956 | 1965 | 1975 | 1984 | 2010 | 2020 |
| Население | 174  | 386  | 484  | 570  | 708  | 619  | 665  | 704  | 901  | 837  | 691  | 650  |

## История
Няма запазени писмени данни за времето на възникване на селото. Споменава се за първи път в турски данъчен регистър от 1576 г.
През 1866 г. селото има 12 домакинства със 104 жители. През 1893 г. землището на селото включва 3567 дка ниви, 478 дка естествени ливади, 151 дка овощни и зеленчукови градини и др. Основен поминък на селяните са земеделието и животновъдството. Има 2 воденици.
През 1882 г. е открито училище. През периода 5 – 15 март 1908 г. в селото е проведен конгрес на ВМОРО. Създадено е Сдружение за застраховка на едър рогат добитък (1923).
Селото е планирано (1934 г.), водоснабдено (1935 г.) и електрифицирано (1943 г.). Учредени са Кредитна кооперация „Пчела“ (1944 г.) и читалище „Пробуда“ (1952). Открита е фелдшерска здравна служба (1944 г.).
През 1956 г. е учредено ТКЗС „Александър Стамболийски“, което от 1979 г. е в състава на АПК „Осогово“ – гр. Кюстендил.
Построена е детска градина (1976 г.). Всички улици са асфалтирани. Строят се нови обществени и частни сгради.

## Религии
Село Жабокрът принадлежи в църковно-административно отношение към Софийска епархия, архиерейско наместничество Кюстендил. Населението изповядва източното православие.

## Обществени институции
- Кметство Жабокрът.
- Читалище "Пробуда-1928" – действащо читалище, регистрирано под номер 2517 в Министерство на културата на Република България. Дейности: кукерска група.
- Читалище "Съгласие-2007" – действащо читалище, регистрирано под номер 3294 в Министерство на културата на Република България. Дейности: мъжка фолклорна певческа група „Струмски напеви" и женска форклорна група „Славей“.
- Футболен клуб „Септември-2005“ – участва в областната футболна група „Осогово“.

- ФК Септември- Жабокрът спечели първенството в „А“ Регионална група „Осогово“, 2020/2021 г.

## Исторически, културни и природни забележителности
- Архитектурен паметник – възпоменателна чешма на загиналите във войните през 1912 – 1913 г. и 1915 – 1918 г. (Балканската, Междусъюзническата война и Първата световна война).

- Паметникът в с. Жабокрът

## Редовни събития
- на 1 януари има кукерски празник в селото и обикалят джамалари (кукери) по къщите (с традиция и постоянство и участия по фестивали в много български градове);

- Кукери от с. Жабокрът
- Кукерска група в с. Жабокрът на 01.01.
- Кукерска група в с. Жабокрът

- на 2 февруари (Петльовден), повечето мъже от селото правят пикник извън селото, най-често до река Струма, палят огън, пече се месо, и се пият вина и ракии...;
- на Сирни заговезни се палят огньове във всяка махала и всички излизат около огъня и се веселят.
- в последната неделя от месец август, има селски събор в селото, на празника на селото, читалище „Съгласие-2007“ прави конкурс за „Най-красив двор“;
- в последната неделя на месец април се организира конкурс „Празник на зелника“ от НЧ „Съгласие – 2007“.

Кюстендилският (жабокрътският) зелник бе вписан в Националната представителна листа на елементи на нематериалното културно наследство към ЮНЕСКО. 
Номинацията на кюстендилския зелник бе направена от областна комисия, в която влизат експерт от Института по етнология и фолклористика и Етнографски музей при БАН, представител на Регионалния исторически музей "Акад. Йордан Иванов" ,както и местен краевед.
Кюстендилската кандидатура бе представена като характерна кулинарна традиция, като е посочена значимостта му и като локална културна практика.
Националната система "Живи човешки съкровища“ цели опазване на нематериалното културно наследство и тяхното предаване на следващите поколения.
17-тото издание се проведе на 27.04.2025 г. Водещ беше Руслан Мъйнов, а гост изпълнители: Йордан Николов; Севдалина и Валентин Спасови; участваха самодейните състави към читалището и много гостуващи групи.
- Комисия оглежда зелниците за класиране
- Хоро на празника на зелника
- Гостуващ състав на празника на зелника
- Мъжката певческа група към Читалище "Съгласие-2007" на празника, 2025
- Празник на зелника в с. Жабокрът, 2025
- Празник на зелника в с. Жабокрът, 2025
- Празник на зелника в с. Жабокрът, 2025

- на 1 юни (Ден на детето) се провежда детски празник с много детски игри и забави;
- курбан на селото се прави на 26 октомври (Димитровден).

- Новопостроеният параклис